# Huruiești
Huruiești – wieś w Rumunii, w okręgu Bacău, w gminie Huruiești. W 2011 roku liczyła 801 mieszkańców.